# Annika Lurz
Annika Lurz (née Annika Liebs), née le 6 septembre 1979 à Karlsruhe, est une nageuse allemande. Le 9 décembre 2009, elle annonce qu'elle met un terme à sa carrière.

## Palmarès

### Championnats du monde

#### Grand bassin
- Championnats du monde 2005 à Montréal
  -  Médaille d'argent du relais 4 × 100 mètres nage libre
- Championnats du monde 2007 à Melbourne
  -  Médaille d'argent du 200 mètres nage libre
  -  Médaille d'argent du relais 4 × 200 mètres nage libre

#### Petit bassin
- Championnats du monde 2006 à Shanghai
  -  Médaille de bronze du 200 mètres nage libre

### Championnats d'Europe

#### Grand bassin
- Championnats d'Europe 2006 à Budapest
  -  Médaille d'or du relais 4 × 100 mètres nage libre
  -  Médaille d'or du relais 4 × 200 mètres nage libre
  -  Médaille d'argent du 200 mètres nage libre

#### Petit bassin
- Championnats d'Europe 2005 à Trieste
  -  Médaille de bronze sur 200 mètres dos
- Championnats d'Europe 2006 à Helsinki
  -  Médaille de bronze du relais 4 × 50 mètres nage libre